# Коэтлоке, Шарль Ив Сезар Сир дю
Шарль Ив Сезар Сир дю Коэтлоке (фр. Charles Yves César Cyr du Coëtlosquet; 21 июля 1783, Морле — 23 января 1836, Париж) — французский военачальник, генерал-лейтенант, наиболее известный, как адъютант генерала Лассаля.

## Биография
Из аристократической семьи. Сын Этьена Франсуа Дени дю Коэтлоке (1756—1814) и Франсуазы Николь Мари Дюбуа-Дескур де ла Мезонфор (1762—1827). 
На военную службу поступил 23 октября 1800 года рядовым в 10-й гусарский полк. 28 августа 1802 года был произведён во вторые лейтенанты. В августе 1805 года стал адъютантом генерала Милле (сражался при Аустерлице), а 3 января 1806 года — адъютантом Лассаля (Йена и Ауэрштедт, Пренцлау, Штеттин). Оставаясь в этой должности, 5 ноября 1807 года стал капитаном, а 13 ноября 1808 года — шефом эскадрона. Был рядом с Лассалем в сражении при Ваграме. 11 августа 1812 года был произведён в полковники и возглавил 8-й гусарский полк, во главе которого участвовал в Бородинской битве. 15 октября 1813 года, уже на закате наполеоновской эпохи, был произведён в бригадные генералы, и сражался во главе гусарской бригады в битве при Монтро.  
Во время Ста дней остался на стороне династии Бурбонов. За это был после Второй реставрации зачислен в Королевскую гвардию, повышен в чине до генерал-лейтенанта (аналог дивизионного генерала) в 1821 году, а в 1823 году был исполняющим обязанности военного министра. После июльской революции вышел в отставку, однако в  дальнейшем, с февраля 1833 по октябрь 1835 занимал должность мэра городка Беф.
Генерал дю Коэтлоке скончался в Париже холостым и бездетным, завещав всё свое состояние внебрачному сыну, который скончался в 19 лет. Был похоронен на Кладбище Монпарнас. 